# マザー・フォーカス
『マザー・フォーカス』(Mother Focus)は、オランダのプログレッシブ・ロック・バンド、フォーカスが1975年に発表した5作目のスタジオ・アルバム。通算では6作目に相当する。

## 内容
2作目から前作までプロデューサーを務めたマイク・ヴァーノンの手を離れ、メンバーがプロデュースしたアルバム。1975年5月に新ドラマーのデヴィッド・ケンパーを迎えて制作されたが、「アイ・ニード・ア・バスルーム」のみ前任者のコリン・アレンがドラムスを担当した。
前作まで作曲の中心的な役割を担ってきたタイス・ファン・レール（キーボード、フルート、ボーカル）とヤン・アッカーマン（ギター）は当時、ソロ・アルバムの制作を準備していたので、本作にはベルト・ライテル（ベース、ボーカル）が自作を4曲提供した。収録曲の大部分はインストゥルメンタルだが、「マザー・フォーカス」ではファン・レールが、「アイ・ニード・ア・バスルーム」ではライテルがボーカルを担当している。
メンバーの友人が作曲した「ノー・ハング・アップス」は前年の夏頃からライブで取り上げられており、他の収録曲に先立ち1975年1月に録音された。
アッカーマンは、本作を最後に1976年にバンドを脱退するが、同年発売のアウトテイク集『シップ・オブ・メモリーズ-美の魔術-』には、脱退前の彼が参加した最後の2曲が収録された。また、1985年にはアッカーマンとファン・レールの連名による新作アルバムFocusが発表された。

## 反響・評価
母国オランダのアルバム・チャートでは、『フォーカスII』（1971年）以降のアルバムとしては初めてトップ10入りを逃す結果となった。ノルウェーのアルバム・チャートでは4週連続で17位を記録した。
ベン・デイヴィーズはオールミュージックにおいて5点満点中2.5点を付け、タイトル曲に関して「アルバム中最も典型的なフォーカスの曲」、「アイ・ニード・ア・バスルーム」に関して「アルバム中最良のファンク・トラックの一つ」と評する一方、「『マザー・フォーカス』自体は良いアルバムだが、彼らの初期のアルバムにおいてプログレッシブ・ロック路線が特色となっていたことを考えると、期待外れに感じる人もいるかもしれない」と評している。

## 収録曲

### サイド1
1. マザー・フォーカス - "Mother Focus" (Jan Akkerman, Bert Ruiter, Thijs van Leer) - 3:04
2. アイ・ニード・ア・バスルーム - "I Need a Bathroom" (B. Ruiter) - 3:05
3. ベニー・ヘルダー - "Bennie Helder" (T. van Leer) - 3:32
4. ソフト・ヴァニラ - "Soft Vanilla" (B. Ruiter) - 3:03
5. ハード・ヴァニラ - "Hard Vanilla" (B. Ruiter) - 2:35
6. トロピック・バード - "Tropic Bird" (B. Ruiter) - 2:43

### サイド2
1. フォーカスIV - "Focus IV" (T. van Leer) - 3:58
2. サムワンズ・クライング…ホワット! - "Someone's Crying… What!" (J. Akkerman) - 3:19
3. オール・トゥゲザー…オー、ザット! - "All Together… Oh, That!" (J. Akkerman) - 3:42
4. ノー・ハング・アップス - "No Hang Ups" (Paul Stoppelman) - 2:56
5. マイ・スウィートハート - "My Sweetheart" (J. Akkerman, T. van Leer) - 3:36
6. ファーザー・バッハ - "Father Bach" (T. van Leer) - 1:34

## パーソネル
- タイス・ファン・レール – キーボード、フルート、ボーカル
- ヤン・アッカーマン – ギター
- ベルト・ライテル – ベース、ボーカル
- デヴィッド・ケンパー - ドラムス
- コリン・アレン – ドラムス（#2）[注釈 2]

## その他
アッカーマンは1994年に発表したソロ・アルバムBlues Heartsで、ファン・レール作の「フォーカスIV」を自作の'Soft Focus'として取り上げた。ファン・レールに盗作であると指摘されて訂正を求められると、彼は1997年に発表したライブ・ソロ・アルバム10000 Clowns On A Rainy Dayで'Soft Focus'のライブ版を発表して、M. MuletaとT. van Leerの共作であるとした。M. Muletaとは彼の偽名である。